# 双斑副沙鳅
双斑副沙鳅（学名：Parabotia bimaculata）为輻鰭魚綱鯉形目沙鳅科副沙鳅属的鱼类，為溫帶淡水魚，是中国的特有物种。分布于长江干流、嘉陵江、渠江等，棲息在底層水域，生活習性不明。该物种的模式产地在泸县、长寿的木洞。

## 扩展阅读
維基物種上的相關：双斑副沙鳅